# Frauenkirche (Amberg)

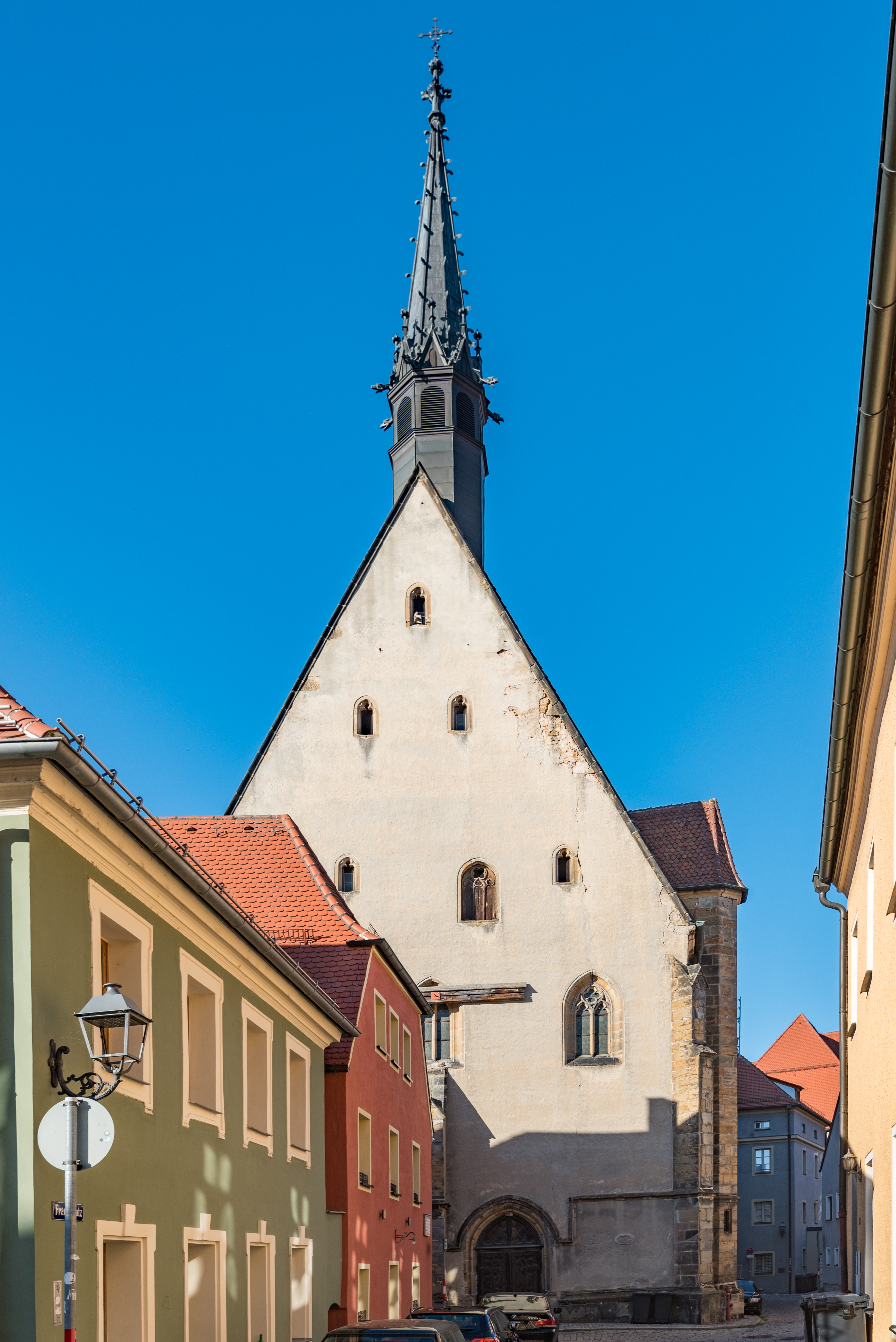
Frauenkirche Amberg, Außenansicht

Die Frauenkirche in Amberg ist eine gotische Hallenkirche, die um 1400 an der Stelle der abgebrochenen mittelalterlichen Synagoge erbaut wurde.

## Geschichte
Nach der Ausweisung der Amberger Juden zwischen 1390 und 1391 wurde an Stelle der abgebrochenen Synagoge eine Kirche mit einem Marienpatrozinium errichtet, ein Vorgehen, das auch in anderen Städten praktiziert wurde (wie etwa in Nürnberg, Würzburg oder Regensburg). Urkundlich nachweisen lässt sich die Kirche erstmals für das Jahr 1401 (nach anderen Angaben 1398), als ein Amberger Bürger ein Benefizium für die Frauenkirche stiftete. Deren Bau hatte König Ruprecht besonders gefördert. Die Kirche umgab ein kleiner Friedhof, der beim Bau der kurfürstlichen Kanzlei weichen musste.
Die Nähe zu Kanzlei und Schloss führte dazu, dass die eigentlich städtische Kirche im Laufe des 16. Jahrhunderts zu herrschaftlichen Zwecken genutzt und zur „Hofkapelle“ wurde. Im Zuge der Rekatholisierung der Oberpfalz ab 1629 wurde die Hofkapelle 1630 der Kongregation „Maria unter dem Kreuz“ zugewiesen, die sie unterhielt und neu ausstattete. Im 20. Jahrhundert, bis in die 1950er Jahre, nutzten zudem in Amberg lebende Ungarn die Kirche für ihre Feiern. Heute ist die zur Stadtpfarrei St. Martin gehörende Kirche baufällig, aufgrund der Bauschäden gesperrt und ungenutzt; eine Profanierung und Umnutzung wird diskutiert.

## Architektur

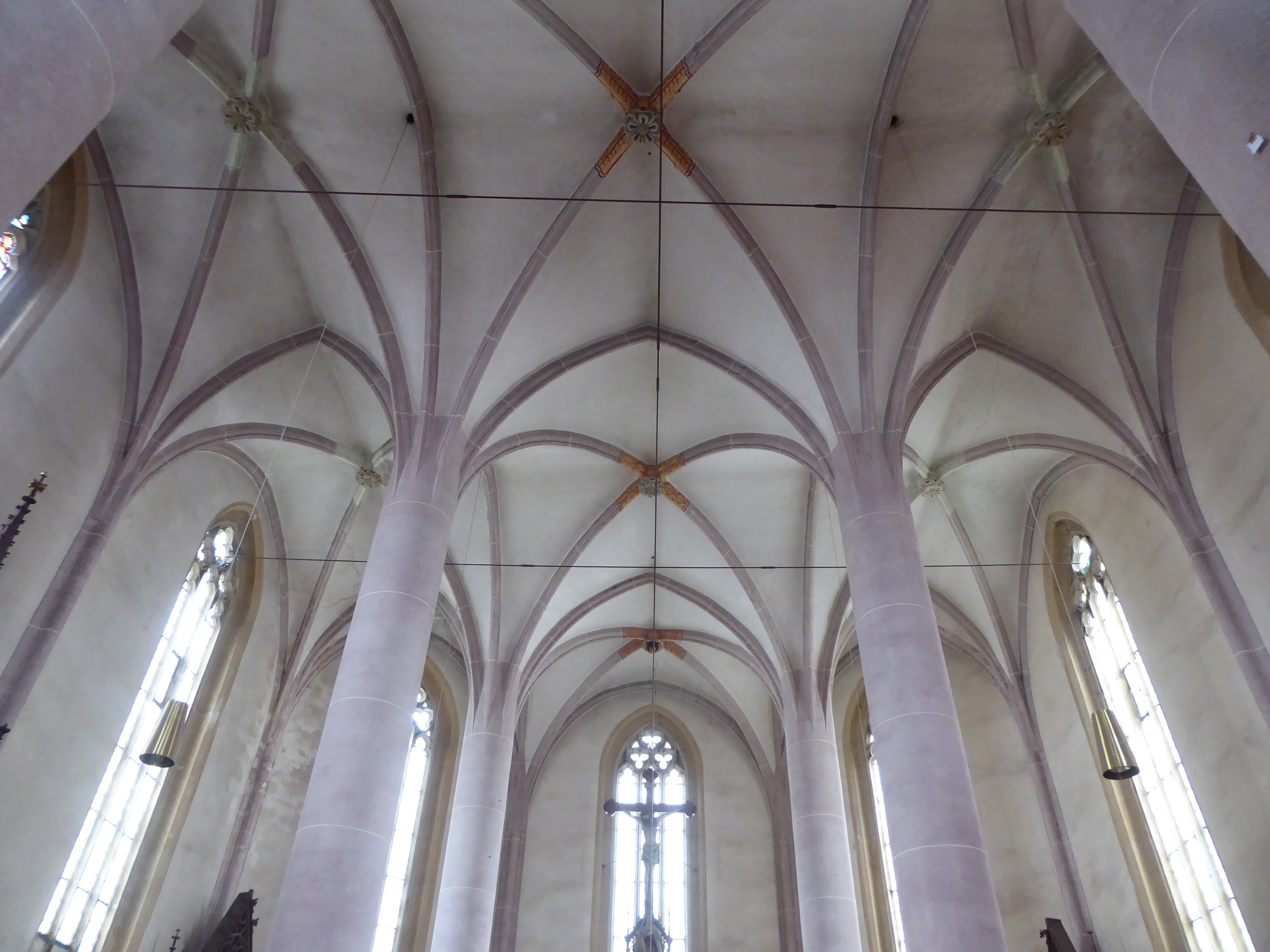
Frauenkirche Amberg, Gewölbe

Die gotische Frauenkirche ist als dreischiffige Hallenkirche mit gemeinsamem Dach errichtet. Diese Gestaltung ist bei kleineren Bauten eher selten. Bei nur drei Jochen wirkt der Hallencharakter besonders eindringlich und hat eine hervorragende Akustik zur Folge. Die auffallende Schrägstellung der Westwand rührt daher, dass der Bau auf die noch vorhandene alte Stadtmauer des ersten Mauerrings Rücksicht nehmen musste. Die Kirche hat keinen eigenständigen Turmbau, sondern besitzt nur einen Dachreiter. Nachdem ein Sturm 1877 diesen zerstört hatte, wurde der heutige spitz aufragende Dachreiter aufgesetzt.

## Ausstattung
Die ursprüngliche Einrichtung wurde in calvinistischer Zeit zerstört. Nur eine Verkündigungsgruppe am südlichen Seitenportal zeugt noch von der Qualität der gotischen Ausstattung. Nach der Rekatholisierung sorgte die Kongregation „Maria unter dem Kreuz“ im 17. und 18. Jahrhundert für eine wertvolle Barock- und Rokokoausstattung. Als erste Kirche Ambergs wurde die Frauenkirche ab 1864 neugotisch umgestaltet. Lediglich die Stuhlwangen blieben von der Ausstattung des 18. Jahrhunderts erhalten.

### Orgel
Schon im 16. Jahrhundert besaß die Kirche ein Positiv, das „Maister Paulsen“ 1531 mehrmals stimmte. 1734 lieferte der Amberger Orgelbauer Johann Baptist Funtsch ein Instrument, das 1858 von einem aus der Werkstatt des einheimischen Friedrich Specht (6/I/P) ersetzt wurde. Später folgte die Steinmeyer-Orgel op. 493, erbaut 1893 für das Elisabethen-Kloster Neuburg an der Donau (5/I/P, mechanische Kegelladen), Gehäuse in neugotischem Stil. Das 1927 nach Amberg transferierte Werk ist derzeit (2025) leider nicht mehr spielbar.
Disposition der Specht-Orgel 1858, die Dominicus Mettenleiter 1867 als „ein sehr gelungenes Werk“ charakterisierte:
| Manual |            |    |
| 1.     | Principal  | 8′ |
| 2.     | Copel      | 8′ |
| 3.     | Solicinal  | 8′ |
| 4.     | Octav      | 4′ |
| 5.     | Mixtur III |    |

| Pedal |         |     |
| 6.    | Subbass | 16′ |

- Koppel: Pedalkoppel

Disposition der Steinmeyer-Orgel op. 493:

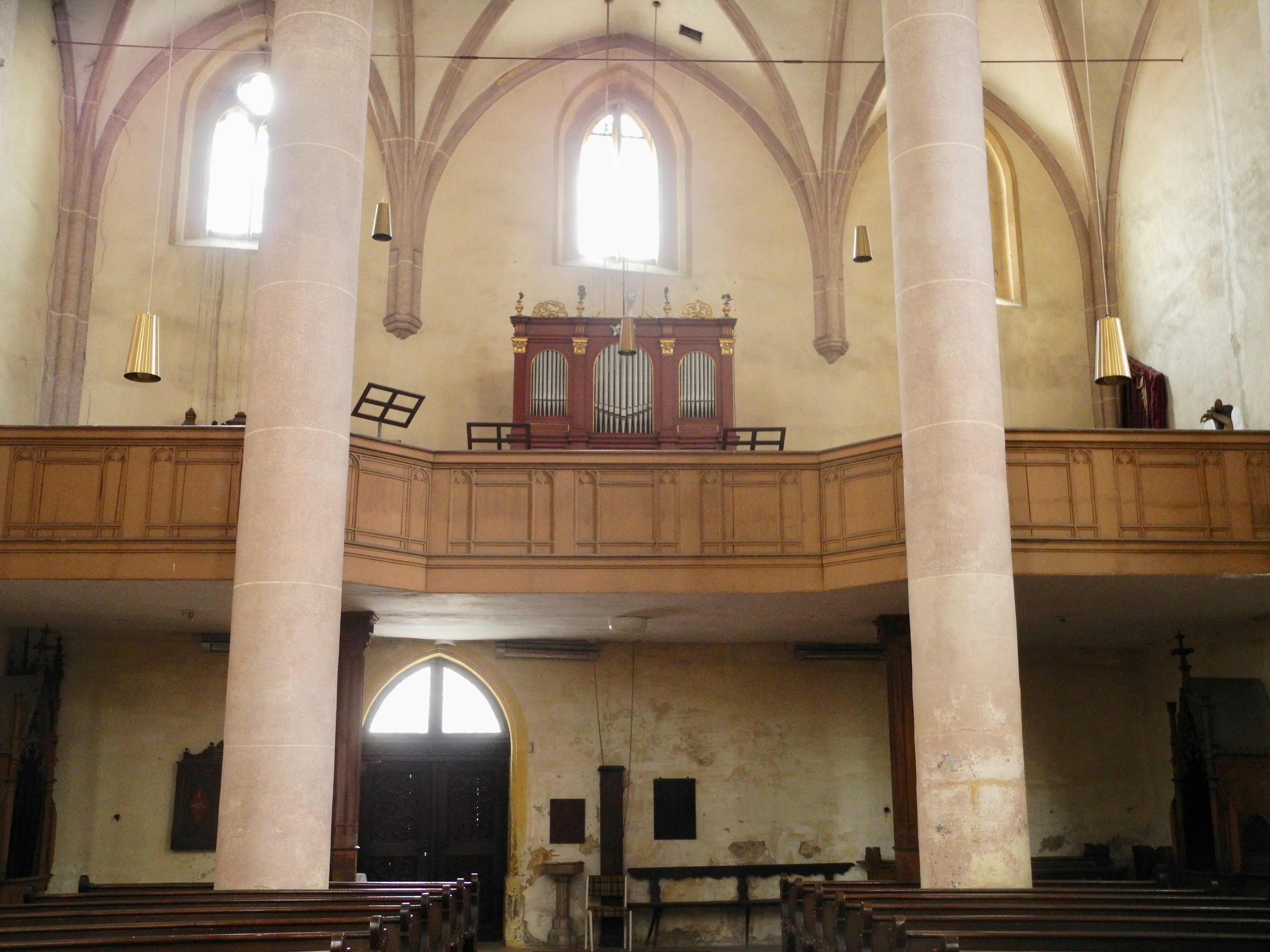
Steinmeyer-Orgel op. 493

| Manual |                 |    |
| 1.     | Geigenprincipal | 8′ |
| 2.     | Gedackt         | 8′ |
| 3.     | Salicional      | 8′ |
| 4.     | Fugara          | 4′ |

| Pedal |             |     |
| 5.    | Bourdonbass | 16′ |

- Koppel: Pedalkoppel